# فيفا ريفا!
فيفا ريفا! هو فيلم من نوع جريمة وإثارة ودراما أُصدر في 2010. الفيلم من إخراج وسيناريو دجو توندا وا مونجا.

## القصة
تقع أحداث الفيلم في كينشاسا.

## طاقم التمثيل
- هوجي فورتينا
- Fabrice Kwizera  [لغات أخرى]‏
- Manie Malone [الإنجليزية]‏

## وصلات خارجية
- فيفا ريفا! على موقع IMDb (الإنجليزية)
- فيفا ريفا! على موقع ميتاكريتيك (الإنجليزية)
- فيفا ريفا! على موقع روتن توميتوز (الإنجليزية)
- فيفا ريفا! على موقع نتفليكس (الإنجليزية)
- فيفا ريفا! على موقع قاعدة بيانات الأفلام العربية
- فيفا ريفا! على موقع ألو سيني (الفرنسية)
- فيفا ريفا! على موقع Turner Classic Movies (الإنجليزية)
- فيفا ريفا! على موقع أول موفي (الإنجليزية)
- فيفا ريفا! على موقع بوكس أوفيس موجو (الإنجليزية)
- فيفا ريفا! على موقع فيلمافينيتي (الإسبانية)